# Reichenbach am Heuberg
Pour les articles homonymes, voir Reichenbach.
Reichenbach am Heuberg est une commune de Bade-Wurtemberg (Allemagne), située dans l'arrondissement de Tuttlingen, dans le district de Fribourg-en-Brisgau.